# Keratella yamana
Keratella yamana är en hjuldjursart som beskrevs av Boltovskoy och Urrejola 1977. Keratella yamana ingår i släktet Keratella och familjen Brachionidae. Inga underarter finns listade i Catalogue of Life.